# Михайлов, Михаил Иванович (медик)
Михаил Иванович Михайлов (род. 10 августа 1953 года) — советский и российский учёный-эпидемиолог, член-корреспондент РАМН (2011), член-корреспондент РАН (2014). Заслуженный деятель науки Республики Тыва (2024).

## Биография
Родился 10 августа 1953 года.
В 1976 году — окончил 1-й Московский медицинского институт имени И. М. Сеченова, затем работал в НИИ вирусологии имени Д. И. Ивановского (научные руководители — академик АМН СССР В. М. Жданов, профессор В. А. Ананьев), где прошел путь от старшего лаборанта до старшего научного сотрудника.
С 1980 по 2005 годы — руководитель лаборатории индикации НИИ микробиологии и эпидемиологии имени Н. Ф. Гамалеи.
В 1996 году — присвоено учёное звание профессора.
В Институте полиомиелита и вирусных энцефалитов имени М. П. Чумакова прошел путь от руководителя отдела вирусных гепатитов (по совместительству), заместителя директора по научной работе до директора института (с 2006 по 2016 годы).
С 2009 года — возглавил кафедру микробиологии и вирусологии Российского университета дружбы народов.
В 2011 году — избран членом-корреспондентом РАМН.
В 2014 году — стал членом-корреспондентом РАН (в рамках присоединения РАМН и РАСХН к РАН).

## Научная деятельность
Исследовал закономерности распространения вирусных гепатитов различной этиологии (гепатиты А, В, С, D, Е, G и ТТ) в разных регионах России и бывших республик СССР, механизмы циркуляции гепаднавирусов и вируса гепатита Е среди животных и птиц.
Разработал оптимальные условия для экспериментального заражения гепатитом В уток и гепатитом G — обезьян.
Также при его участии разработаны и применяются на практике научные основы региональных программ по борьбе с вирусными гепатитами, включая вакцинопрофилактику гепатитов А и В.
Автор более 300 печатных работ, в том числе 9 монографий, 1 учебника, а также 7 авторских свидетельств и 2 патентов на изобретение.
Под его руководством защищены 7 докторских и 30 кандидатских диссертаций.

## Награды
- Заслуженный деятель науки Республики Тыва (2 июля 2024 года) — за вклад в развитие здравоохранения на территории Республики Тыва по вопросам диагностики, лечения и профилактики вирусных гепатитов[2]